# تاكالي
تاقلعي (بالإنجليزية: Ta' Qali)‏ قرية تقع في وسط مالطا ومن أبرز معالم القرية ملعب تاقلعي الوطني وسوق الخضار الوطني والمعروف باسم بيتكالييا . بعد نهاية الحرب العالمية الثانية قرر الأهالي تحويل الثكنات العسكرية إلى مصانع لصنع ربطات العنق .